# Marmozets
Marmozets — английская музыкальная группа из Бингли (Йоркшир), играющая математический рок. Основана в 2007 году. Группа подписала контракт с Roadrunner Records в октябре 2013 года и выпустила свой дебютный альбом 29 сентября 2014 года.

## История
Marmozets были образованы ещё в школе в 2007 году двумя семьями Макинтайр и Боттомли. В том же году группа начала давать концерты.
В 2009 году группа выпустила свой первый EP Out Of My Control, в 2011 появляется второй мини-альбом  Passive Agressive, а в 2012 выходит третий EP Vexed. В этом же году выходит сингл «Good Days», который был записан на лейбле хардкор-панк группы Gallows — Venn Records. В 2013 году группа своими силами записывает второй сингл «Born Young and Free», после чего подписывает контракт с лейблом Roadrunner Records, при поддержке которого группа выпустила ещё два сингла «Move Shake Hide» и «Why Do You Hate Me?», а также свой дебютный альбом The Weird and Wonderful Marmozets.
Коллектив выступал на одной сцене с такими артистами, как Young Guns, Funeral For a Friend, Gallows, Hyro Da Hero, The Used, Four Year Strong и Muse. Группа принимала участие в следующих фестивалях: «Гластонбери», Download, «Рединг и Лидс», Slam Dunk Festival, 2000trees, а также Y Not Festival. Первый сольный тур группы состоялся в 2013 году по городам Великобритании.
Коллектив был номинирован на звание «открытие года» на Kerrang! Awards в 2013 году. А по версии журнала Big Cheese музыканты стали лучшей новой группой Соединенного Королевства.
В марте 2015 года стало известно, что Marmozets будут выступать на разогреве у группы Muse во время их тура 2015 UK Psycho Tour.
В январе 2017 года Сэм Макинтайр анонсировал через Twitter, что группа закончила создание второго альбома. Новый альбом получил название Knowing What You Know Now и вышел в январе 2018 года.

## Состав

### Текущий
- Бекка Макинтайр — вокал
- Сэм Макинтайр — гитара, вокал
- Джек Боттомли — гитара
- Уилл Боттомли — бас, вокал
- Джош Макинтайр — барабаны

### Бывшие участники
- Джо Доэрти – гитара

## Дискография

### Студийные альбомы
| Год  | Описание                                                                                           | Высшие позиции в чартах |
| Год  | Описание                                                                                           | UK                      |
| ---- | -------------------------------------------------------------------------------------------------- | ----------------------- |
| 2014 | The Weird and Wonderful Marmozets - Дата выхода: 29 сентября 2014 года - Лейбл: Roadrunner Records | 25                      |
| 2018 | Knowing What You Know Now - Дата выхода: 26 января 2018 года - Лейбл: Roadrunner Records           | 23                      |

### Мини-альбомы
| Год  | Описание                                                              |
| ---- | --------------------------------------------------------------------- |
| 2009 | Out Of My Control - Дата выхода: 19 августа 2009 года                 |
| 2011 | Passive Aggressive - Дата выхода: 1 ноября 2011 года                  |
| 2012 | Vexed - Дата выхода: 2 июня 2012 года                                 |
| 2014 | Marmozets - Дата выхода: 4 июня 2014 года - Лейбл: Roadrunner Records |

### Синглы
| Год  | Описание                                                                           |
| ---- | ---------------------------------------------------------------------------------- |
| 2012 | Good Days - Дата выхода: 5 ноября 2012 года - Лейбл: Venn Records                  |
| 2013 | Born Young and Free - Дата выхода: 10 мая 2013 года                                |
| 2013 | Move Shake Hide - Дата выхода: 18 ноября 2013 года - Лейбл: Roadrunner Records     |
| 2014 | Why Do You Hate Me? - Дата выхода: 17 апреля 2014 года - Лейбл: Roadrunner Records |
| 2014 | Captivate You - Дата выхода: 4 июня 2014 года - Лейбл: Roadrunner Records          |
| 2017 | Play - Дата выхода: 21 августа 2017 года - Лейбл: Roadrunner Records               |
| 2017 | Habits - Дата выхода: 11 октября 2017 года - Лейбл: Roadrunner Records             |
| 2017 | Major System Error - Дата выхода: 11 декабря 2017 года - Лейбл: Roadrunner Records |